# Свіра
Свіра (рос. Свира) — річка в Україні у Корюківському районі Чернігівської області. Ліва притока річки Убіді (басейн Десни).

## Опис
Довжина річки приблизно 6,56 км, найкоротша відстань між витоком і гирлом — 5,68  км, коефіцієнт звивистості річки — 1,10 . У верхів'ї річка пересихає.

## Розташування
Бере початок на північно-західній околиці села Хлоп'яники. Тече переважно на південний захід через село Свірок і на східній околиці села Рудня впадає у річку Убідь, праву притоку Десни.

## Цікаві факти
- Біля села Хлоп'яники річку перетинає автошлях Р12[2] (Чернігів — Грем'яч ).